# میلی دابراچو
میلی دابراچو (ایتالیایی: Milly D'Abbraccio) بازیگر پورنوگرافی و هنرپیشه اهل ایتالیا است. وی با نام امیلیا کوچینیلو (به ایتالیایی: Emilia Cucciniello) در آولینو زاده شد و کارش را در سال ۱۹۷۸ شروع کرد.